# Бэллард, Кэррол
Кэррол Бэллард (англ. Carroll Ballard) — американский кинорежиссёр, родился 14 октября 1937 в Лос-Анджелесе.

## Карьера
Бэллард начал свою карьеру с производства документальных фильмов для американского информационного агентства: Beyond This Winter’s Wheat (1965) и Harvest (1967), — последний фильм был номинирован на премию «Оскар». Так же снял документальные фильмы The Perils of Priscilla (1969) и Rodeo (1970).
Был оператором-постановщиком дополнительных съёмок в «Звёздных войнах» Джорджа Лукаса, он снимал сцены Банты, сцену похищения Джавами R2-D2 и крупные планы инопланетян в баре Мос-Эйсли. Его первым самостоятельным проектом был фильм «Чёрный скакун» (1979), адаптированная экранизация одноимённого романа Уолтера Фарли, который ему предложил срежиссировать его бывший одноклассник по UCLA Фрэнсис Коппола. Продолжил свой режиссёрский путь фильмом «Не зови волков» (1983), основанном на автобиографическом романе Фарли Моуэта с таким же названием об арктических волках. Также срежиссировал «Ветер».
Позже стал режиссёром фильма «Летите домой», номинированного на премию «Оскар» в категории «Лучшая работа оператора». Его последний фильм — «Мысли о свободе», — рассказывает о дружбе южноафриканского мальчика и осиротевшего гепарда. Большинство фильмов Бэлларда рассказывают о людях и их отношении к природе и имеют сильный поэтический акцент. Они являются очень тонкими в своём исполнении.

## Фильмография

### Режиссёр
- 1979 — Чёрный скакун (The Black Stallion)
- 1983 — Не зови волков (Never Cry Wolf)
- 1986 — Щелкунчик (Nutcracker: The Motion Picture)
- 1992 — Ветер (Wind)
- 1996 — Летите домой (Fly Away Home)
- 2005 — Мысли о свободе (Duma)

### Продюсер
- 1967 — Harvest

### Кинооператор
- 1972 — Мир Нормана Рокуэлла... Американская мечта (Norman Rockwell’s World… An American Dream)
- 1977 — Звёздные войны. Эпизод IV: Новая надежда (Star Wars: Episode IV – A New Hope) (дополнительные съёмки)

### Актёр
- 2007 — Fog City Mavericks

## Награды
- 1980 год — премия «New Generation Award»
- 1984 год — премия «Bronze Wrangler» в категории «Театральное кино» за фильм «Не зови волков»
- 1997 год — премия «Christopher Award» в категории «Кино» за фильм «Летите домой» (Кэррол Бэллард (режиссёр), Роберт Родэт (сценарист), Винс МакКевин (сценарист), Кэрол Баумм (продюсер), Джон Вэйтч (продюсер))

## Номинации
- 1968 год — номинация на премию «Оскар» в категории «Лучший документальный фильм» за фильм «Harvest»